# Карло Метикош
Карло Метикош (алијас Мет Колинс; Загреб, 8. фебруар 1940 – Загреб, 10. децембар 1991) је био југословенски и хрватски пјевач забавне и рок музике. Започео је музичку каријеру у Француској као Мет Колинс. Након што је 1971. упознао љубав свог живота Јосипу Лисац,  доноси јединствену уметничку сарадњу снимљену на њеном значајном деби албуму 1973. Продуцирао је њених 6 поп-рок албума (1973–1983).

## Биографија
Карло Метикош потиче из музичке породице (отац му је завршио Музичку академију). Са седам година, упоредо са основном школом, уписао је први разред ниже музичке школе и све је изгледало уредно и под присмотром до 1956. Када је упознао прве записе Елвиса Прислија, Била Хејлија и Литл Ричарда. До тада одличан у редовној школи, музику је напустио после првог разреда гимназије и постао проблематични ђак и заточеник новог звука, посебно онај Фатс Домино и Џери Ли Луис.

## Каријера
Није много прошло од фасцинације звуком са Запада. Карло је већ 1957. године заједно са Зденком Вучковић, Ивицом Шерфезијем, Звонком Шпишићем, Тонијем Кљаковићем, Јасном Бенедек и другима, на наговор пријатеља, храбро закорачио у загребачки храм забаве Varieteé пријавивши се за Први пљесак, популарни циклус тестирања певачких вештина. Започео „каријеру певача забавне музике”.
Вики Гловацки, мајстор церемоније у Varieteé, држао је микрофон док је Карло певао (јер није било одговарајућих постоља за микрофоне за пијанисте-певаче!), и он је био тај који је дошао на генијалну идеју да Метикоша, који је извео неке америчке песме, по узору на америчке минстреле (беле музичаре који су требали да глуме црнце), намазане црним лаком за ципеле. Касније је почео редовно да пева у плесним салама. Пустили су га да пева и свира клавир, али публика није била баш одушевљена, искрено је признао.
Очигледно, 1957. и 1958. биле су тешке године за загребачки рокенрол, а и сам Карло се често осећао као „бела врана у забавном јату“. Зато је одлучио да се придружи друштву које се спремало да формира вокални квартет. Другу половину 50-их година прошлог века обележила је зараза гласова вокалних група, најчешће квартета, па је делом на основу квартета 4М настао типичан квартет „Регал”. Са Карлом у групи су били Маријан Брацо Макар са гитаром, Иво Андријашевић и Владо Бауер, иначе чланови чувеног Ансамбла ЛАДО. Занимљиво, две песме су увежбавали шест месеци, а после две године имали шест-седам.

## Приватан живот
Од седамдесетих година прошлог века до 1991. године, био је у браку са колегиницом Јосипом Лисац.